# Нікола Паваріні
Нікола Паваріні (італ. Nicola Pavarini, нар. 24 лютого 1974, Брешія) — італійський футболіст, що грав на позиції воротаря. По завершенні ігрової кар'єри — тренер. З 2025 року входить до тренерського штабу клубу «Парма».
Виступав, зокрема, за клуби «Брешія» та «Парма».

## Ігрова кар'єра
Народився 24 лютого 1974 року в місті Брешія. Вихованець футбольної школи клубу «Брешія». 1995 року для отримання ігрової практики був відданий в оренду до клубу «Кремаперго» з Серії C2, у складі якого і дебютував у дорослому футболі, провівши за один сезон 31 матч чемпіонату. 
Наступного року він повернувся до «Брешії» і відіграв за клуб з Брешії наступні три сезони своєї ігрової кар'єри, провівши 16 матчів і пропустивши 17 голів у чемпіонаті, але лише 2 з них у Серії А. У вересні 1999 року він був відданий в оренду у «Гуальдо» з Серії С1 , де він став воротарем основного складу і зіграв 25 матчів, пропустивши 32 голи. 
У січні 2002 року, після короткого повернення до «Брешії», Паваріні підписав контракт з «Ачиреале» з Серії С2, де зіграв загалом 32 матчі та пропустив 26 голів за два сезони.
У сезоні 2003/04 він грав за «Ліворно» в Серії B, замінивши Марко Амелію, провів увесь сезон і зіграв 37 матчів, пропустивши 38 голів, допомігши тосканській команді забезпечити собі історичне підвищення до Серії А (після 55 років). Наступного року він пішов разом з тренером Вальтером Маццаррі до «Реджини», де у дебютному сезоні зіграв 23 матчі в Серії А, пропустивши 23 рази. У наступному сезоні він став дублером Івана Пеліццолі, але все ж таки зумів зіграти 19 ігор (з 19 пропущеними голами), перш ніж серйозна травма обличчя після зіткнення з бразильцем Пінгою з «Тревізо» завадила йому продовжувати грати у тому сезоні.
У червні 2006 року Паваріні перейшов до «Сієни» на правах вільного агента, але був дублером австрійця Александера Маннінгера, тому не зіграв за команду жодного матчу. Через це у січні 2007 року його відали в оренду до «Лечче» з Серії B, де до кінця сезону він провів 17 матчів і пропустив 18 голів.
Влітку 2007 року перейшов до «Парми», ставши дублером Луки Буччі, через що зіграв лише 9 ігор чемпіонату. Після того як «Парма» вилетіла з вищого дивізіону, Буччі покинув команду і Паваріні став основним воротарем у команді. У сезоні 2008/09 Нікола допоміг «Пармі» повернутись до Серії А, провівши за клуб 38 матчів. Але після виходу до еліти «Парма» придбала воротаря Антоніо Міранте і Паваріні знову став запасним воротарем, зрідко виходячи на поле. Загалом за 7 сезонів він відіграв за «Парму» 77 матчів в усіх турнірах і пропустив 68 голів. Завершив професійну кар'єру футболіста виступами за «Парму» у 2014 році.

## Кар'єра тренера
По завершенні кар'єри гравця, 2014 року, залишився у «Пармі», де пропрацював з 2014 по 2015 рік у ролі тренера воротарів юнацьких команд. Згодом він працював тренером воротарів молодіжних команд «Ювентуса» (2018–2019) та юнацьких збірних Італії (2019–2022).
У 2022 році Паваріні приєднався до тренерського штабу Андреа Пірло у турецькому клубі «Фатіх Карагюмрюк», ставши тренером воротарів, а у липні 2023 року разом із Пірло перейшов до «Сампдорії», продовжуючи обіймати цю саму посаду.
18 лютого 2025 року Паваріні приєднався до складу «Парми» на посаду тренера воротарів у тренерському штабі Крістіана Ківу.

## Статистика виступів

### Статистика клубних виступів
| Сезон                | Команда              | Чемпіонат            | Чемпіонат | Чемпіонат | Національний кубок | Національний кубок | Національний кубок | Континентальні кубки | Континентальні кубки | Континентальні кубки | Інші змагання | Інші змагання | Інші змагання | Усього | Усього |
| Сезон                | Команда              | Ліга                 | Ігор      | Голів     | Ліга               | Ігор               | Голів              | Ліга                 | Ігор                 | Голів                | Ліга          | Ігор          | Голів         | Ігор   | Голів  |
| -------------------- | -------------------- | -------------------- | --------- | --------- | ------------------ | ------------------ | ------------------ | -------------------- | -------------------- | -------------------- | ------------- | ------------- | ------------- | ------ | ------ |
| 1995–96              | «Кремаперго»         | C2                   | 31        | -26       |                    | 0                  | 0                  |                      | -                    | -                    |               | -             | -             | 31     | -26    |
| 1996–97              | «Брешія»             | B                    | 7         | -9        |                    | 0                  | 0                  |                      | -                    | -                    |               | -             | -             | 7      | -9     |
| 1997–98              | «Брешія»             | A                    | 2         | -2        |                    | 0                  | 0                  |                      | -                    | -                    |               | -             | -             | 2      | -2     |
| 1998–99              | «Брешія»             | B                    | 7         | -6        |                    | 0                  | 0                  |                      | -                    | -                    |               | -             | -             | 7      | -6     |
| Усього за «Брешію»   | Усього за «Брешію»   | Усього за «Брешію»   | 16        | -17       |                    | 0                  | 0                  |                      | -                    | -                    |               | -             | -             | 16     | -17    |
| 1999–00              | «Гуальдо»            | C1                   | 25        | -32       |                    | 0                  | 0                  |                      | -                    | -                    |               | -             | -             | 25     | -32    |
| 2000–01              | «Чезена»             | C1                   | 0         | 0         |                    | 0                  | 0                  |                      | -                    | -                    |               | -             | -             | 0      | 0      |
| січ.2002             | «Ачиреале»           | C2                   | 1         | -2        |                    | 0                  | 0                  |                      | -                    | -                    |               | -             | -             | 1      | -2     |
| 2002–03              | «Ачиреале»           | C2                   | 31        | -24       |                    | 0                  | 0                  |                      | -                    | -                    |               | -             | -             | 31     | -24    |
| Усього за «Ачиреале» | Усього за «Ачиреале» | Усього за «Ачиреале» | 32        | -26       |                    | 0                  | 0                  |                      | -                    | -                    |               | -             | -             | 32     | -26    |
| 2003–04              | «Ліворно»            | B                    | 37        | -38       |                    | 0                  | 0                  |                      | -                    | -                    |               | -             | -             | 37     | -38    |
| 2004–05              | «Реджина»            | A                    | 23        | -23       |                    | 0                  | 0                  |                      | -                    | -                    |               | -             | -             | 23     | -23    |
| 2005–06              | «Реджина»            | A                    | 19        | -22       |                    | 0                  | 0                  |                      | -                    | -                    |               | -             | -             | 19     | -22    |
| Усього за «Реджину»  | Усього за «Реджину»  | Усього за «Реджину»  | 42        | -45       |                    | 0                  | 0                  |                      | -                    | -                    |               | -             | -             | 42     | -45    |
| 2006-січ. 2007       | «Сієна»              | A                    | 0         | 0         | КІ                 | 0                  | 0                  | -                    | -                    | -                    | -             | -             | -             | 0      | 0      |
| січ.-черв. 2007      | «Лечче»              | B                    | 17        | -18       | КІ                 | -                  | -                  | -                    | -                    | -                    | -             | -             | -             | 17     | -18    |
| 2007–08              | «Парма»              | A                    | 9         | -12       | КІ                 | 1                  | -3                 | -                    | -                    | -                    | -             | -             | -             | 10     | -15    |
| 2008–09              | «Парма»              | B                    | 38        | -29       | КІ                 | 2                  | -4                 | -                    | -                    | -                    | -             | -             | -             | 40     | -33    |
| 2009–10              | «Парма»              | A                    | 2         | -2        | КІ                 | 0                  | 0                  | -                    | -                    | -                    | -             | -             | -             | 2      | -2     |
| 2010–11              | «Парма»              | A                    | 3         | -2        | КІ                 | 2                  | -1                 | -                    | -                    | -                    | -             | -             | -             | 5      | -3     |
| 2011–12              | «Парма»              | A                    | 10        | -6        | КІ                 | 2                  | -3                 | -                    | -                    | -                    | -             | -             | -             | 12     | -9     |
| 2012–13              | «Парма»              | A                    | 6         | -5        | КІ                 | 1                  | -1                 | -                    | -                    | -                    | -             | -             | -             | 7      | -6     |
| 2013–14              | «Парма»              | A                    | 1         | 0         | КІ                 | 0                  | 0                  | -                    | -                    | -                    | -             | -             | -             | 1      | 0      |
| Усього за «Парму»    | Усього за «Парму»    | Усього за «Парму»    | 69        | -56       |                    | 8                  | -12                |                      | -                    | -                    |               | -             | -             | 77     | -68    |
| Усього за кар'єру    | Усього за кар'єру    | Усього за кар'єру    | 269       | -258      |                    | 8                  | -12                |                      | -                    | -                    |               | -             | -             | 277    | -270   |